# Storkenkopf
Der Storkenkopf (auch Storckenkopf) ist mit 1366 m der zweithöchste Berg in den Vogesen. Er liegt etwa 1200 m (Luftlinie) westlich des Großen Belchen, des höchsten Berges der Vogesen, im Département Haut-Rhin in der französischen Region Grand Est (bis 2015 Elsass). Der Berg liegt im Regionalen Naturpark Ballons des Vosges. Am Fuß des Gipfels liegt auf 1250 m Höhe die Ferme auberge de Haag, ein typisches Vogesen-Berggasthaus an der Départementsstraße D 431. Der internationale Fernwanderweg GR 5 führt an der Südflanke des Gipfels vorbei. Der Gipfel liegt in der Nähe der Route des Crêtes, die alle hohen Gipfel der Vogesen verbindet.

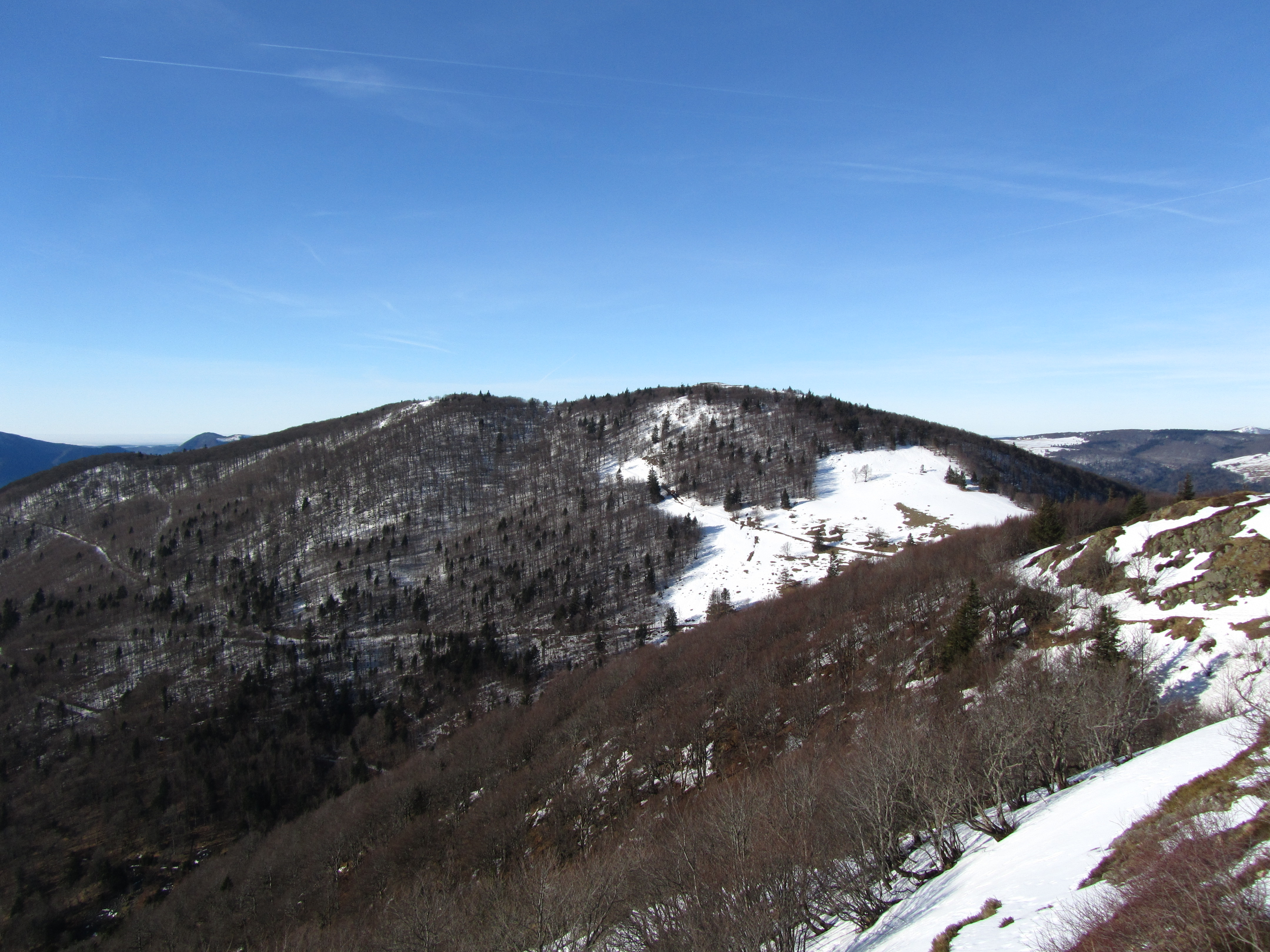
Storkenkopf von Ost-Südost
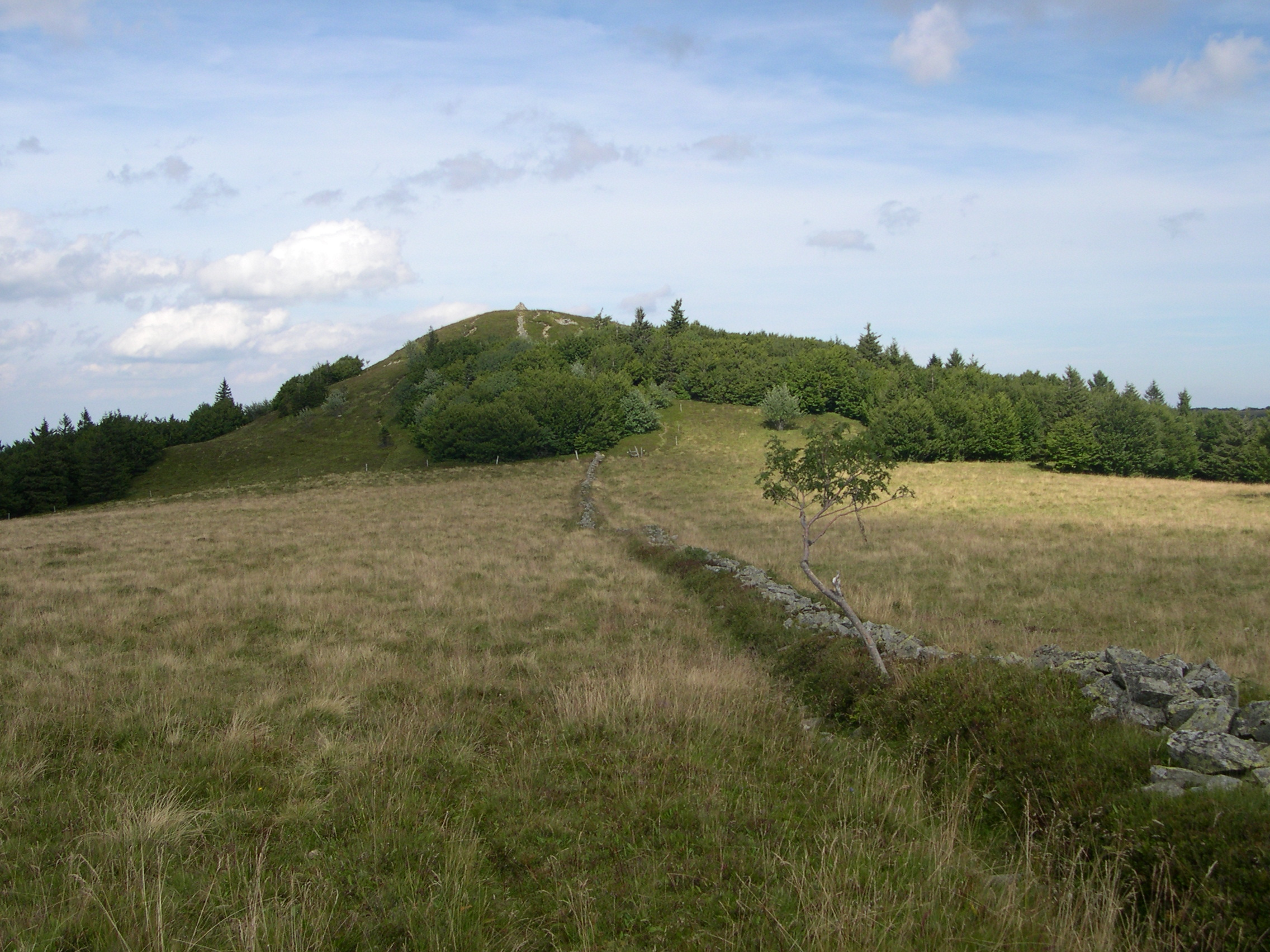
Gipfelbereich